# Fab Morvan
Fabrice «Fab» Morvan (París, 14 de mayo de 1966) es un bailarín, cantante y modelo francés de origen guadalupeño. Anteriormente fue parte del dúo Milli Vanilli, que lideró con Rob Pilatus y tuvo un gran éxito en todo el mundo con su disco debut. Sin embargo, pronto se vio envuelto en uno de los mayores escándalos de la historia de la música pop, cuando se reveló que ni él ni Rob habían cantado ninguna de sus canciones.
A pesar del fraude, trató de empezar desde el principio, y lanzó un disco junto a Rob Pilatus, su compañero de Milli Vanilli, titulado «Rob & Fab», sin embargo sólo vendieron poco más de 2.000 a 3.000 copias, que no era nada comparado con el éxito y popularidad que obtuvieron en Milli Vanilli. Desde 2009 trabaja como DJ y ha lanzado varios sencillos.
Después de la muerte de su compañero Rob Pilatus, decidió reinventarse y salir adelante, tomó clases de canto, y terminó demostrando que sí tenía talento y que tenía una buena afinidad vocal para el canto.[cita requerida]

## Biografía

### Los primeros años
Nació en París en 1966, de padres procedentes de Guadalupe. A la edad de 19 años, se trasladó a Alemania, donde trabajó como modelo y bailarín de breakdance, viéndose influenciado por el funk, soul, rap y sonidos de la música pop. Fue en ese momento cuando conoció a Rob Pilatus en un club nocturno en Múnich, y más tarde al productor Frank Farian, que viendo su gran atractivo físico, los eligió para ser la cara visible de un nuevo grupo.

### Milli Vanilli
En un principio se les dijo que ellos serían los bailarines, sin embargo los cantantes originales supuestamente carecían de un carisma que pudiera cautivar al público, por lo que Frank Farian solicita a Rob y Fabrice que cantasen también en playback.

### Descubrimiento del fraude
Todo se destapó meses después de recibir el Grammy al mejor nuevo grupo musical, esto cuando el grupo se encontraba de gira, el disco que contenía la música sufrió un desperfecto, y el coro de Girl You Know It's True se repitió una y otra vez, lo que evidenció el playback y lo que algunos ya suponían, que Rob y Fabrice eran solo unos excelentes bailarines.

### Fin de Milli Vanilli y muerte de Rob
Después del escándalo, la compañía Sony BMG encargada de la distribución, retiró todos los discos del mercado. Lo mismo ocurre con el Grammy 1990. Con esto ocurren dos hechos importantes, Rob y Fabrice tratan de forma casi desesperada de lanzar un nuevo disco con sus propias voces, demostrando desafinación, sobre todo Rob, y unas voces a años luz de las escuchadas en el disco previo, lo que no agradó a la audiencia, que apenas compró 2.000 discos. Después de esto apareció «The Real Milli Vanilli» quienes eran los verdaderos músicos detrás de Rob y Fabrice, quienes también sacaron un disco, el cual tuvo mediana aceptación en Europa, sin mayores galardones ni reconocimientos.
Después de esto, Fabrice decidió dejar la música y dedicarse al modelaje, mientras que Rob insiste una y otra vez en volver a la música, sin conseguirlo. Esto lo lleva finalmente al colapso, lo que termina con su muerte en el año 1998 por sobredosis de pastillas y alcohol.

### Fabrice se reinventa
Fabrice retoma la música a partir del año 2000, tomando clases de canto, y dicho esfuerzo da frutos, apareciendo en varios estelares, cantando los grandes éxitos de Milli Vanilli a capella, presentándose con sobresalientes performances. Ha cantado en vivo junto con "John Davis"  que colaboró para las voces originales de Milli Vanilli con su propia voz, logrando una afinación aceptable y logrando reencantar a la audiencia continuando una carrera discreta como DJ y cantante, logrando desmitificar el hecho inicial de que no cantaba, y que todo era doblaje.